# Micrempis
Micrempis is een geslacht van insecten uit de familie van de dansvliegen (Empididae), die tot de orde tweevleugeligen (Diptera) behoort.

## Soorten
- M. arnasoni Chillcott, 1983
- M. bomboxynon Chillcott, 1983
- M. flava Chillcott, 1983
- M. melina Chillcott, 1983
- M. millepalmae Chillcott, 1983
- M. minuta (Melander, 1902)
- M. nana Melander, 1928
- M. obliqua Melander, 1928
- M. pseudopalmae Teskey, 1983
- M. richardsi Chillcott, 1983